# Eric Doyle (regatista)
Eric Doyle es un deportista estadounidense que compitió en vela en la clase Star. Ganó una medalla de oro en el Campeonato Mundial de Star de 1999.

## Palmarés internacional
| \| Campeonato Mundial \| Campeonato Mundial \| Campeonato Mundial \| Campeonato Mundial \| \| Año \| Lugar \| Medalla \| Clase \| \| ------------------ \| ------------------ \| ------------------ \| ------------------ \| \| 1999 \| Punta Ala (Italia) \| Medalla de oro \| Star \| |                    |                |       |
| Campeonato Mundial |                    |                |       |
| Año | Lugar              | Medalla        | Clase |
| 1999 | Punta Ala (Italia) | Medalla de oro | Star  |